# Martín Echegaray
Martín Echegaray Olañeta (Freijeiro, Vigo. 28 de octubre de 1866-Baños de Molgas, 18 de julio de 1931) fue un empresario, político y filántropo gallego.

## Trayectoria
Emigró a Buenos Aires con trece años. Fue dependiente de comercio y con el tiempo se convirtió en un próspero comerciante. Amasó una gran fortuna con negocios de navegación y comercio transoceánico. En 1906 puso en marcha un proyecto de navegación rápida de grandes trasatlánticos entre Europa y el Río de la Plata. Formó parte de la colectividad gallega de Buenos Aires vinculado a las iniciativas para la creación de una entidad que había agrupado a la emigración gallega como el frustrado Centro Gallego la Unión Gallega. Fue también colaborador de la Sociedad Hispanoamericana Val Miñor. También formó parte de los círculos republicanos y de la masonería liberal capitalina argentina y fue miembro correspondiente de la Real Academia Gallega.
De regreso a España el 13 de mayo de 1906, se instaló primero en Gijón y después en Vigo en 1910. Creó junto con otros socios la Compañía de Tranvías Eléctricos de Vigo, de la que fue el primer presidente. Compró la isla de Toralla a Enrique Lameiro e instaló en ella una residencia de verano denominada Vila Gioja. Fue concejal en Vigo en 1922. Fue presidente del Centro Republicano Vigués y miembro de la Loxa Masónica Vicus nº 8. Murió cuando tomaba las aguas en Baños de Molgas y fue enterrado en el cementerio de Pereiró. Más tarde sus restos fueron trasladados a Buenos Aires, donde descansan en un panteón familiar.

## Vida personal
Se casó con Inocencia García Iglesias. Su hijo Segundo Echegaray García fue asesinado por los falangistas en septiembre de 1936. Sus otros hijos, Juan, Eduarda, Luis, Isabel e Inocencia, se exiliaron, con su madre, en Argentina y otro hijo, Martín Echegaray García, pintor, permaneció en Francia.

## Reconocimientos
Fue nombrado hijo predilecto de Vigo el 14 de marzo de 1907.
Durante la República la carretera que comunicaba la estación de Corujo con Canido llevó su nombre. Hoy lo lleva una calle que conecta la Avenida de la Florida con la Avenida de Castelao.